# Gaoping
Gaoping (高平市S, GāopíngP) è una città-contea della Cina, situata nella provincia dello Shanxi e amministrata dalla prefettura di Jincheng.